# Kabinett Viviani

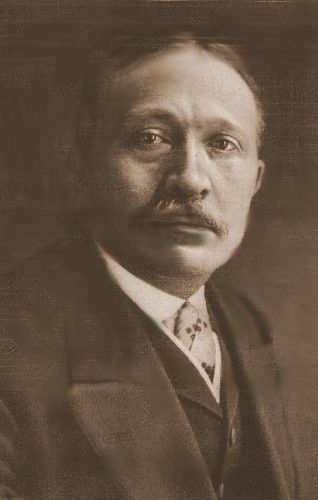
René Viviani

Das Kabinett Viviani war eine Regierung der Dritten Französischen Republik unter der Führung von Premierminister René Viviani. Es wurde am 13. Juni 1914 von Präsidenten Raymond Poincaré ernannt. Die Regierung löste das Kabinett Ribot IV ab und befand sich bis zum 26. August 1914 im Amt.
Nach dem Eintritt Frankreichs in den Ersten Weltkrieg am 3. August 1914 folgten am 3. August sowie am 26. August 1914 zwei umfangreiche Regierungsumbildungen, so dass die Regierung ab dem 26. August 1914 auch als Kabinett Viviani II angesehen werden kann.
Das Kabinett wurde von folgenden Parteien getragen: Parti républicain-socialiste (PRS), Parti républicain, radical et radical-socialiste (PRRRS), Radical indépendant (RI) und Parti républicain démocratique (PRD).

## Kabinett
Dem Kabinett gehörten folgende Minister an:
| Amt                                                    | Name                                       | Parteri   | Beginn der Amtszeit          | Ende der Amtszeit              |
| ------------------------------------------------------ | ------------------------------------------ | --------- | ---------------------------- | ------------------------------ |
| Premierminister                                        | René Viviani                               | PRS       | 13. Juni 1914                | 26. August 1914                |
| Außenminister                                          | René Viviani Gaston Doumergue              | PRRRS     | 13. Juni 1914 3. August 1914 | 3. August 1914 26. August 1914 |
| Kriegsminister                                         | Adolphe Messimy                            | PRRRS     | 13. Juni 1914                | 26. August 1914                |
| Innenminister                                          | Louis Malvy                                | PRRRS     | 13. Juni 1914                | 26. August 1914                |
| Finanzminister                                         | Joseph Noulens                             | PRRRS     | 13. Juni 1914                | 26. August 1914                |
| Minister für Arbeit und Sozialversicherung             | Maurice Couyba                             | PRRRS     | 13. Juni 1914                | 26. August 1914                |
| Justizminister                                         | Jean-Baptiste Bienvenu-Martin              | PRRRS     | 13. Juni 1914                | 26. August 1914                |
| Marineminister                                         | Armand Gauthier de l’Aude Victor Augagneur | PRRRS PRS | 13. Juni 1914 3. August 1914 | 3. August 1914 26. August 1914 |
| Minister für öffentlichen Unterricht und schöne Künste | Victor Augagneur Albert Sarraut            | PRRRS     | 13. Juni 1914 3. August 1914 | 3. August 1914 26. August 1914 |
| Landwirtschaftsminister                                | Fernand David                              | RI        | 13. Juni 1914                | 26. August 1914                |
| Kolonialminister                                       | Maurice Raynaud                            | PRRRS     | 13. Juni 1914                | 26. August 1914                |
| Minister für öffentliche Arbeiten                      | René Renoult                               | PRRRS     | 13. Juni 1914                | 26. August 1914                |
| Minister für Post, Telegrafie, Handel und Industrie    | Gaston Thomson                             | PRD       | 13. Juni 1914                | 26. August 1914                |

### Unterstaatssekretäre
Dem Kabinett gehörten folgende Sous-secrétaires d’État an:
- Außenministerium und Premierminister: Abel Ferry[4] (RI)
- Kriegsministerium: Jean-Octave Lauraine[5] (RI)
- Innenministerium: Paul Jacquier[6] (PRRRS)
- Marineministerium: Maurice Ajam[7] (PRRRS)
- Ministerium für öffentlichen Unterricht und schöne Künste: Albert Dalimier (PRRRS)

## Kabinettsumbildungen
Am 3. August 1914 wurde Gaston Doumergue als Nachfolger von René Viviani Außenminister und behielt dieses Amt bis zum 26. August 1914. Ferner wurde der bisherige Minister für öffentlichen Unterricht und schöne Künste Victor Augagneur Nachfolger von Armand Gauthier de l’Aude als Marineminister und bekleidete diesen Ministerposten bis zum 29. Oktober 1915. Nachfolger von Augagneur als Minister für öffentlichen Unterricht und schöne Künste wurde wiederum Albert Sarraut, der dieses Ministeramt bis zum 29. Oktober 1915 ausübte.

## Historische Einordnung

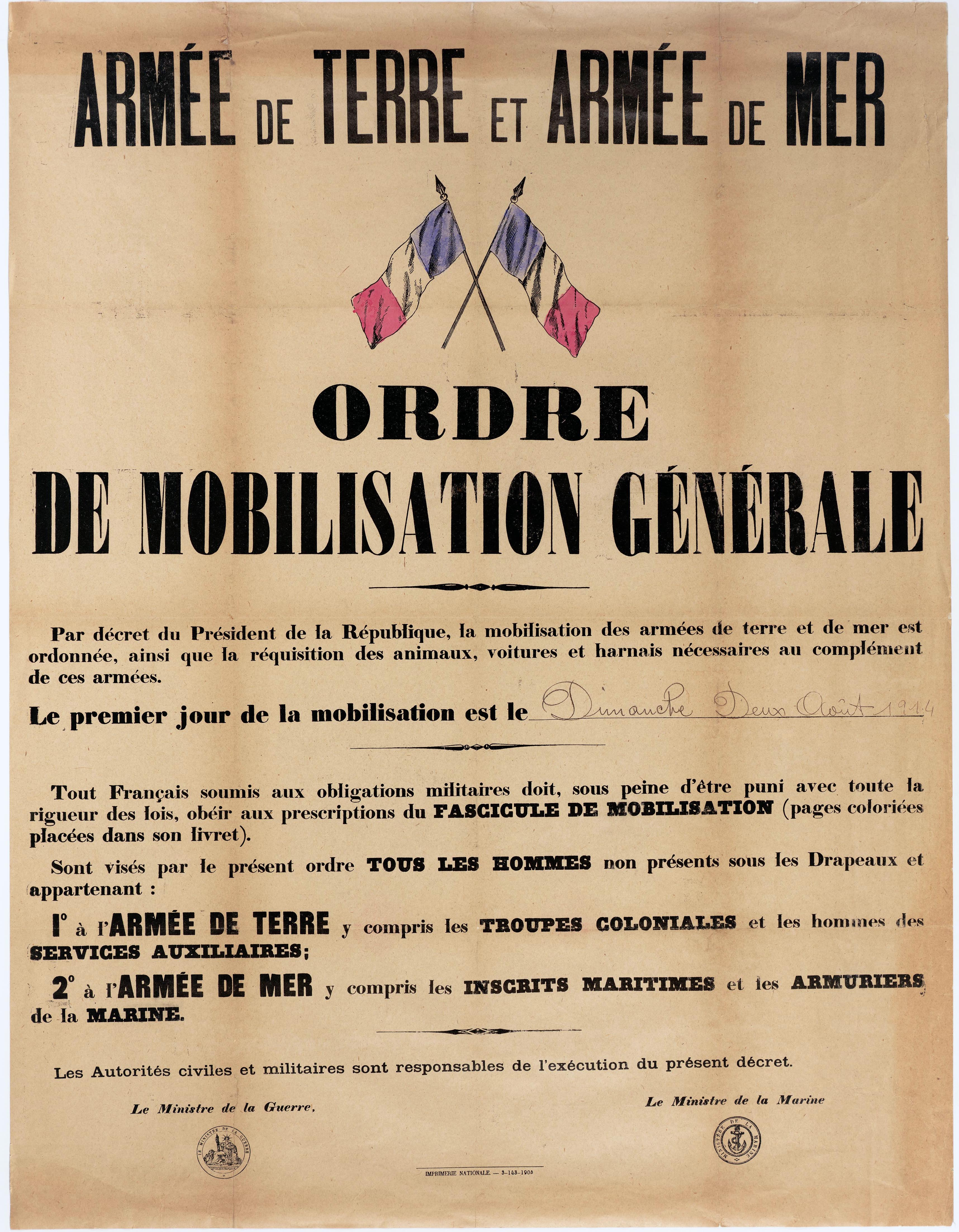
Bekanntgabe der Generalmobilmachung

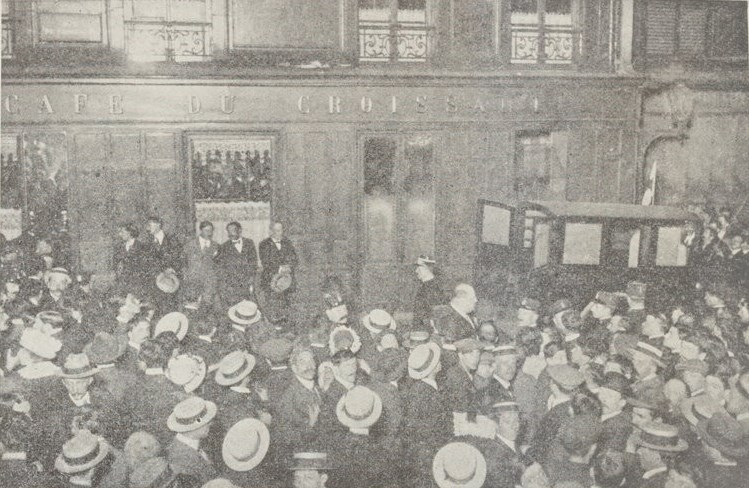
Ermordung von Jaurès (Krankenwagen und Menschenmenge vor dem Café du Croisssant)

### Erster Weltkrieg
Am 28. Juni 1914 wurden in Sarajevo der österreichische Thronfolger und seine Ehefrau bei einem Attentat getötet.
Von 20. bis 23. Juli 1914 reisten Staatspräsident Poincaré und Viviani nach Moskau, um Zar Nikolaus II. und die russische Regierung davon zu überzeugen, sich im Konflikt zwischen Österreich-Ungarn und Serbien zurückzuhalten. Die Reise war ein Fehlschlag.
In Paris fanden am 27. Juli Demonstrationen gegen den Krieg statt; mit Jean Jaurès wurde einer der Anführer der Antikriegsbewegung am 31. Juli 1914 von dem Nationalisten Raoul Villain ermordet.
Am 1. August erklärte Deutschland Russland den Krieg und das Kabinett Viviani ordnete die allgemeine Mobilmachung an.
Am 3. August 1914 erklärte Deutschland Frankreich den Krieg und René Viviani bildete sein Kabinett um. Am 4. August stimmten Abgeordnetenkammer und Senat einstimmig für die Kriegskredite. Viviani hatte zuvor erklärt:

« Frankreich, das ungerechterweise provoziert wurde, hat den Krieg nicht gewollt. Es hat alles getan, um ihn zu verhindern. Da er ihm aufgezwungen wird, wird es sich gegen Deutschland und gegen jede Macht verteidigen, die, da sie ihre Meinung noch nicht kundgetan hat, an der Seite Deutschlands am Konflikt zwischen den beiden teilnimmt »

Ebenfalls am 4. August marschierte die deutsche Wehrmacht im Rahmen des Schlieffen-Plans in Belgien ein, was zum Kriegseintritt Großbritanniens führte. Am 5. August wurde mit dem „Gesetz über Indiskretionen der Presse in Kriegszeiten“ eine Form der Zensur eingeführt.
Am 11. August 1914 erklärte Frankreich Österreich-Ungarn den Krieg. Die Regierung Viviani I trat am 26. August zurück, um den Weg für eine umfangreiche Kabinettsumbildung freizumachen.

### Sonstiges
Am 2. Juli 1914 wurde die Einkommensteuerreform Joseph Caillaux’ verabschiedet. Caillaux selbst war wegen der Affäre Calmette nicht Minister in der Regierung Viviani I. Caillaux’ Ehefrau Henriette wurde am 28. Juli 1914 vom Vorwurf des Mordes freigesprochen.